# Classic (Eric B. & Rakim)
Classic é a segunda colectânea de êxitos da dupla norte americana de hip hop, Eric B. & Rakim, sendo a versão europeia da primeira compilação da banda, The Millennium Collection: The Best of Eric B. & Rakim.
| Críticas profissionais                                                      | Críticas profissionais |
| Avaliações da crítica                                                       | Avaliações da crítica  |
| Fonte                                                                       | Avaliação              |
| --------------------------------------------------------------------------- | ---------------------- |
| Allmusic                                                                    | [ 1 ]                  |
| Esta tabela precisa de ser acompanhada por texto em prosa. Consulte o guia. |                        |

## Faixas
1. "Follow the Leader" (Eric B., Steve Griffin, Rakim) - 5:35
2. "Lyrics of Fury" (B., Griffin, Rakim) - 4:13
3. "Microphone Fiend" (B., Griffin, Rakim) - 5:15
4. "Let the Rhythm Hit 'Em" (B., Griffin, Rakim) - 5:25
5. "In the Ghetto" (B., Griffin, Rakim) - 5:27
6. "The Punisher" (B., Griffin, Rakim) - 4:08
7. "Know the Ledge" (Rakim) - 4:00
8. "I Know You Got Soul" (B., Charles Bobbit, James Brown, Bobby Byrd, Rakim) - 4:47
9. "Eric B. Is President" (B., Rakim) - 6:20
10. "I Ain't No Joke" (B., Rakim) - 3:55
11. "Paid in Full" (B., Rakim) - 3:49
12. "It's Been a Long Time" (B., Bobbit, Brown, Byrd, DJ Premier, Rakim) - 3:58
13. "Real Shit" (Ron Lawrence, Padilla, Rakim) - 4:21
14. "Flow Forever" (Davis, Clark Kent, Rakim) - 4:13
15. "I Know" (Hinds, Benny Latimore, Rakim, Randolph) - 4:09